# Maison du Brésil
La maison du Brésil, pavillon du Brésil ou pavillon brésilien est l'une des 23 maisons nationales de la Cité internationale universitaire de Paris, consacrée au Brésil.

## Fonction
Fondée en 1959, elle accueille des étudiants, professeurs et chercheurs brésiliens qui viennent à Paris dans le cadre d'un programme universitaire, notamment pour des études doctorales ou post-doctorales, ou encore des artistes et des professionnels brésiliens en stage de perfectionnement. Au long de ces années elle a été la résidence temporaire de Joaquim Pedro de Andrade, Jaime Lerner, Zuenir Ventura, Sebastião Salgado, Arthur Moreira Lima, Zózimo Barroso do Amaral, Antônio Abujamra, Francisco Rezek et d'autres.

## Architecture
Au-delà d'une simple résidence universitaire, la Maison du Brésil représente un patrimoine de grande valeur architecturale et culturelle. Issu d'un projet moderne et original de deux architectes mondialement reconnus, Lucio Costa et Le Corbusier, le bâtiment a été inscrit en 1985 aux Monuments historiques français et reçoit régulièrement des centaines de visiteurs de toutes les nationalités, professionnels, étudiants et amateurs de l'architecture. Elle fut entièrement restaurée en 2000.

## Infrastructure culturelle
Aux logements de la résidence s'ajoutent un théâtre, un hall d'expositions, une bibliothèque de 12 500 ouvrages en portugais et en français, une vidéothèque de 1 500 titres, et une salle de cours/réunions.